# Deh-e Sāqī
Deh-e Sāqī (persiska: دده ساقی, ده ساقی, Dadeh Sāqī) är en ort i Iran.   Den ligger i provinsen Västazarbaijan, i den nordvästra delen av landet, 600 km väster om huvudstaden Teheran. Deh-e Sāqī ligger 1 308 meter över havet och antalet invånare är 346.
Terrängen runt Deh-e Sāqī är platt västerut, men österut är den kuperad.Runt Deh-e Sāqī är det ganska tätbefolkat, med 185 invånare per kvadratkilometer. Närmaste större samhälle är Urmia, 4,3 km sydväst om Deh-e Sāqī. Trakten runt Deh-e Sāqī består till största delen av jordbruksmark.